# جمال أباد قديري (جهاد أباد كرمان)
جمال أباد قدیري (بالفارسية: جمال‌آباد قدیری) هي قرية تقع في إيران في البلدة المركزية. يقدر عدد سكانها بـ 38 نسمة .